# Dollaro Morgan
Il dollaro Morgan, dal valore di un dollaro statunitense, fu coniato dal 1878 al 1904 e nel 1921 (anno in cui ne sono state coniate maggiormente) in varie zecche degli Stati Uniti (CC, S, O, D). Fu il primo dollaro d'argento prodotto dai disegni della moneta precedente, il dollaro Seated Liberty, la cui produzione si fermò in seguito all'approvazione del Coinage Act del 1873, che fece terminare anche la coniazione gratuita delle monete in argento. Il nome dato alla moneta è quello del suo disegnatore, il capo coniatore George T. Morgan della United States Mint.
La coniazione della moneta è stata autorizzata in base al Bland–Allison Act del 1878. A seguito del passaggio della legge del 1873, a causa degli interessi minerari si fecero pressioni per il ripristino della libera coniazione affinché la zecca accettasse tutto l'argento datole e lo restituisse sotto forma di moneta. Il Bland–Allison Act fu comunque approvato e venne richiesto al Dipartimento del Tesoro di acquistare tra i due e i quattro milioni di dollari di argento, al valore di mercato, per poi coniarlo in monete ogni mese. Nel 1890 il Bland–Allison Act fu abrogato e rimpiazzato dal Sherman Silver Purchase Act, che richiedeva di comprare 4 500 000 ozt (140 000 kg) di argento per la produzione annuale di argento. Ma l'atto venne abrogato nel 1893.
Nel 1898, il Congresso approvò un disegno di legge che richiedeva tutti i lingotti d'argento acquistati durante Sherman Silver Purchase Act in monete. Quando le riserve d'argento si esaurirono, nel 1904, la zecca nazionale interruppe la coniazione del dollaro Morgan. Il Pittman Act, ratificato nel 1918, autorizzò la fusione e la riconiazione di milioni di dollari d'argento. Ai sensi dell'atto, il dollaro Morgan poté essere coniata nell'anno 1921. Il disegno sarà rimpiazzato dal dollaro Peace.
Nei primi anni '60, una grande quantità di dollari Morgan non emessi fu ritrovato nelle riserve del Tesoro. Le monete cominciarono a essere vendute in base al valore intrinseco, cessando anche il rilascio di silver certificate per le monete. Negli anni '70, il Congresso indisse la vendita di un pacchetto di dollari Morgan coniati nella zecca di Carson City attraverso il General Services Administration. Nel 2006, il rovescio del dollaro Morgan fu usato come modello per alcuni disegni di una moneta d'argento commemorativa  della zecca di San Francisco.